# 落穂拾い (絵画)
『落穂拾い』（おちぼひろい）は、1857年にフランスの画家ジャン＝フランソワ・ミレーによって描かれた油彩作品。ニコラ・プッサンにも同様の絵画があるように「落穂拾い」は農村の貧しい人々の姿を描いただけでなく、『旧約聖書』の「ルツ記」に基づいた作品である。1849年6月にパリの政治的混乱やコレラを避けて、当時芸術家たちの集まっていたバルビゾン村に疎開したミレーが描いた農民画のひとつで、『種まく人』『晩鐘』とともにミレーやバルビゾン派絵画の代表作と位置付けられている。1857年にサロン・ド・パリ（官展）に出展され、現在はパリにあるオルセー美術館が所蔵する。

## 画題
フォンテーヌブローの森のはずれにあるシャイイの農場が描かれている。刈り入れが終わった後の畑に残った麦の穂を拾い集める3人の貧しい農婦が描かれており、二人は正面を向いて腰をかがめ落ち穂を拾い、一人は背中を向け、手には落ち穂をもち、やや腰を曲げて立っている。背景には穀物がうず高く積まれ、豊かな地主が馬に乗って監督するもとでのにぎやかな収穫風景と対比して描いている。労働の重苦しさを描きながらも、明るい朝の太陽に照らされた美しい色彩が壮麗に描写されており、ルソーが17世紀オランダ派やニコラ・プッサンから受けた感動の影響が認められている。
日本の整然と株の植わった稲田と違い、欧州の麦畑は同じミレーの『種まく人』にみるように畑に種をばら撒き、育った株を柄の長い鎌で立ったまま薙ぐように刈り倒す。これをフォークで集めて脱穀するのだが、その際、集めきれなかった落穂が多数地面に残される。当時、『旧約聖書』の「レビ記」に定められた律法に従い、麦の落穂拾いは、農村社会において自らの労働で十分な収穫を得ることのできない寡婦や貧農などが命をつなぐための権利として認められた慣行で、畑の持ち主が落穂を残さず回収することは戒められていた。落穂拾いの光景はミレーの故郷で土地の痩せた北ノルマンディー地方では見られず、肥沃なシャイイ地方に移住した後に体験した感銘を描いたものであると考えられている。また、同時期には同じく『旧約聖書』「ルツ記」の一場面に由来する『刈り入れ人たちの休息（ルツとボアズ）』を手がけており、農村社会での助け合いを描いている。

## 背景
バルビゾンに移住していたミレーは、1850年にサロンに出展した『種まく人』以来は農民画を多く手がけている。故郷のノルマンディーでは、他人に落穂拾いをさせる余裕がなかったため、その光景に驚いて画題にしたとされる。アルフレッド・サンシエのミレー伝記によれば、1851年末から翌年にミレーは交友のあったパリの建築家アルフレッド・フェイドから連作『四季』の注文を受けている。フェイドのコレクションのうち、どの作品が『四季』に含まれるのかは議論があるが、アレクサンドラ・マーフィーによれば『葡萄畑にて、春』（ボストン美術館所蔵）、『落穂拾い、夏』（山梨県立美術館所蔵）、『林檎の収穫、秋』（アーノット美術館所蔵）、『薪集め、冬』（エルミタージュ美術館所蔵）の伝統的な季節ごとの農作業を描いた油絵作品４点であるという。
1853年にサロン出展作とほぼ同じ構図の『落穂拾い、夏』（油彩・カンヴァス、38.3×29.3、山梨県立美術館所蔵）を完成させている。1856年から1857年にかけて『落穂拾い』を制作していたミレーは、サンシエに宛てた手紙で「この不幸な絵があたかもなんの意味もなかったかのごとく感じる日がある。」と吐露している。1857年に官展（サロン）に出品するが、落穂拾いという情景の画題は保守的な批評家から題材が卑しく貧困を誇張しているといった非難を浴び、「下層民の運命の三女神」と揶揄された。その一方で、1848年革命の影響を受けて台頭してきた革新的な批評家からは、逆に権力への戦いを深読みされて評価されてしまうという誤解も受けた。
『落穂拾い』はフランスの麦、春小麦といわれる小麦の夏の農作業に収穫でなく落穂拾いをする貧しい人々に着眼しており、ミレーはフェイドの注文を受ける以前のバルビゾンへ移住した当初からクレヨンやチョーク画による落ち穂を拾う農婦のデッサンを行っている（多くはルーブル美術館に所蔵）。『四季』のうちでも特にミレーの思い入れが存在する作品であると指摘されており、バルビゾンへ移住した年の夏から構想し当初は連作に加えるための制作ではなかったとも考えられている。

## 画像集

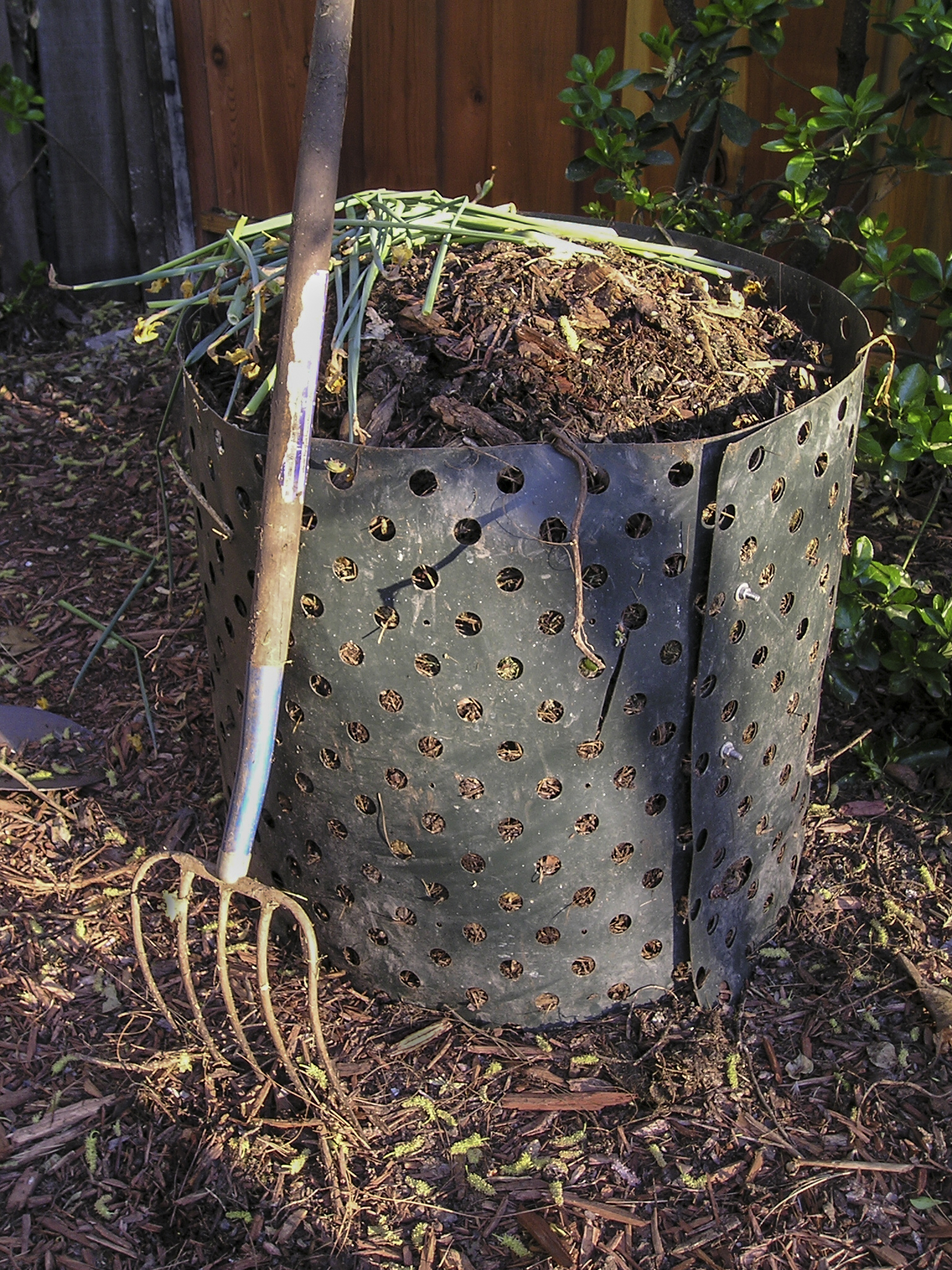
ピッチフォーク